# Joel Bedetti
Joel Bedetti (* 1984) ist ein Schweizer Journalist. Er wohnt in Zürich und ist einer der Initianten von Coup, einem mit Crowdfunding finanzierten journalistischen Online-Magazin.
Nach der Matura war Bedetti Praktikant bei einer christlichen Wochenzeitschrift. Danach war er Mitarbeiter bei den Regionalzeitungen Die Vorstadt und Zürich West. Nebenher begann er ein Geschichtsstudium an der Universität Zürich. Dort schrieb er für die Zürcher Studierendenzeitung. Er veröffentlichte ausserdem unter anderem im NZZ Folio und in der Zeit.
2012 erhielt Bedetti in der Kategorie Nachwuchs den Zürcher Journalistenpreis (für Der Baron ist mit seinem Latein am Ende).
2022 veröffentlichte Bedetti seinen ersten Roman Lärmparade (Zytglogge Verlag).